# Alexander Curt Brade
Alexander Curt Brade, född den 19 juni 1881 i Forst (Lausitz), död 1971, var en tysk botaniker specialiserad på orkidéer och ormbunksväxter från Brasilien och Costa Rica.
Han har fått arterna Bradera och Zygostates bradei uppkallade efter sig.
Auktorsnamnet Brade kan användas för Alexander Curt Brade i samband med ett vetenskapligt namn inom botaniken; se Wikipediaartiklar som länkar till auktorsnamnet.